# Українсько-андоррські відносини
Українсько-андоррські  відносини — сукупність міжнародних двосторонніх відносин між Україною та Князівством Андорра, а також співпраці обох країн у міжнародних організаціях та інших міжнародних інституціях. Інтереси України в Андоррі представляє посольство в Мадриді (Іспанія) і почесне консульство в Андоррі (діє з вересня 2008 р., почесним консулом є Антоні Зорзано Рієра). 

## Відносини
Відносини між Україною та Князівством Андорра характеризуються відсутністю будь-яких проблемних питань. Головними сферами співробітництва з Україною андоррська сторона визначає туризм і культурне співробітництво. З українського боку, головний наголос робиться на питанні підтримання політичних контактів, просуванні питань гуманітарного характеру, взаємної підтримки в міжнародних організаціях, започаткуванні договірно-правової бази двосторонніх відносин та підтримання роботи почесного консульства України в Андоррі. Окремий інтерес у андоррської сторони продовжує викликати питання співпраці щодо усиновлення українських дітей .
Важливим досягненням у двосторонніх контактах стала взаємодія у міжнародних організаціях, а саме: обмін підтримками кандидатур обох країн до складу відповідних робочих органів багатосторонніх організацій.  
Питання призначення Почесного консула України в Андоррі та започаткування роботи консульства перебувало на порядку денному двосторонніх відносин досить тривалий час. У 2008 р. були завершені усі необхідні процедурні формальності, видано консульський патент та екзекватуру громадянину Андорри - Антоніо Зорзано Рієра. Україна належить до 7 країн, які мають в Андоррі свої почесні консульства .
31 березня – 2 квітня 2011 року делегація Уряду Князівства Андорра на чолі з Міністром туризму, торгівлі і промисловості К.Б.Масом відвідала Україну. Цей візит став першим візитом урядової делегації Андорри з часів встановлення дипломатичних відносин .
За результатами візиту було підписано Угоду між Кабінетом Міністрів України та Урядом Князівства Андорра про співробітництво в галузі туризму. Зазначена угода стала першим міжнародним міжурядовим документом, укладеним між сторонами.